# (500360) 2012 TF33
(500360) 2012 TF33 es un asteroide perteneciente al cinturón de asteroides, descubierto el 25 de agosto de 2001 por el equipo del Lincoln Near-Earth Asteroid Research desde el Laboratorio Lincoln, Socorro, Nuevo México, Estados Unidos.

## Designación y nombre
Designado provisionalmente como 2012 TF33.

## Características orbitales
2012 TF33 está situado a una distancia media del Sol de 3,048 ua, pudiendo alejarse hasta 3,997 ua y acercarse hasta 2,100 ua. Su excentricidad es 0,311 y la inclinación orbital 2,967 grados. Emplea 1944,24 días en completar una órbita alrededor del Sol.
Los próximos acercamientos a la órbita de Júpiter se producirán el 28 de febrero de 2053, el 10 de julio de 2062 y el 9 de enero de 2111, entre otros.

## Características físicas
La magnitud absoluta de 2012 TF33 es 16,6.